# Claudio Ottoni
Claudio Ottoni (Albano Laziale, 28 maggio 1960) è un allenatore di calcio ed ex calciatore italiano, di ruolo difensore centrale, tecnico dell'Arcella.

## Carriera

### Giocatore
Inizia a giocare nella squadra del paese per poi passare, sempre a livello giovanile, al Cynthia Genzano e quindi alla Ternana. Disputa il suo primo campionato professionistico nella stagione 1979-80, in Serie C2, nel Sansepolcro.
L'anno successivo passa al Perugia, debuttando in Serie A e totalizzando due presenze complessive nella massima serie prima di essere prestato al Foggia in Serie B. Rientra quindi al Perugia dove resta per 3 stagioni, sempre in B.

Ottoni al Perugia nel 1983

Nel 1984 passa al Como dove disputa da titolare il campionato di serie A totalizzando 24 presenze, prima di passare al Bologna in Serie B, formazione in cui si ferma per i tre anni successivi, nell'ultimo dei quali la formazione felsinea si aggiudica il campionato e conseguentemente la promozione in Serie A.
Nel 1988 viene acquistato dal Padova. In Veneto Ottoni conclude la propria carriera, disputando sei stagioni, accumulando 182 presenze e diventando una bandiera della società biancoscudata, concludendo la carriera nella stagione 1993-94 con la promozione del Padova in Serie A, la sua seconda personale.
In carriera ha totalizzato complessivamente 26 presenze in Serie A e 380 presenze e 5 reti in Serie B.

### Allenatore
Appese le scarpette al chiodo inizia ad allenare le formazioni giovanili del Padova e nel 1998 viene chiamato a guidare la prima squadra per alcune partite in sostituzione dell'esonerato Mario Colautti. Nel 1999 diventa l'allenatore della Cavese ma l'esperienza si conclude con un esonero.
Riparte come allenatore in seconda con esperienze a Treviso e nuovamente a Padova per poi assumere nel 2005 la guida tecnica del Cologna Veneta in Serie D. Dalla stagione 2006-2007 è alla Sambonifacese, che nel 2007-2008 ha guidato alla promozione tra i professionisti per la prima volta della storia.
Nella stagione 2009-2010 assume l'incarico di allenatore del Feralpisalò, ripescata in Lega Pro Seconda Divisione durante l'estate. Il 5 luglio 2010 viene ufficializzato come nuovo tecnico del Montichiari. Il 14 novembre 2011 viene sollevato dall'incarico e sostituito da Antonio Criniti. Tuttavia nel gennaio 2012 riprende la guida del club.
Il 23 ottobre 2012 viene chiamato ad allenare il Legnago in Serie D. Nell'ottobre del 2013 diventa il nuovo allenatore dell'Atletico Montichiari, sempre in Serie D. Con la squadra bresciana ottiene la salvezza, ma non viene confermato in panchina. Nell'agosto del 2014, tuttavia, viene richiamato al posto dell'esonerato Dario Hübner. Due mesi dopo in ottobre viene esonerato e sostituito da Lamberto Tavelli.
L'8 ottobre 2015 subentra a stagione in corso a Massimo Susic, tecnico del Treviso in Eccellenza, perdendo la finale play-off con il Sandonà 1922. Al termine della stagione non viene riconfermato.
Nel luglio del 2016 diventa il nuovo tecnico del Fontanafredda, formazione della provincia di Pordenone, militante in Eccellenza.
Il 7 luglio 2017 torna ad allenare le giovanili del Padova, guidando la formazione Under 15. Al termine del campionato si laurea campione nazionale di categoria. Nella stagione successiva, viene promosso alla guida della formazione Under 17. Successivamente, il 17 marzo 2019, con il passaggio di Matteo Centurioni in prima squadra, viene promosso alla guida della formazione Primavera. La stagione seguente allena l'Under 15, passando all'Under 17 l'anno dopo. Nella stagione 2021-2022 allena la Primavera 3; la stagione successiva segue l'Under 16. Nell'estate del 2023 passa alla formazione Giovanissimi Nazionali Under 15. L'11 giugno 2024, diventa l'allenatore dell'Arcella, formazione della Città di Padova neo promossa in Eccellenza.

## Palmarès

### Giocatore
- Serie B: 1

Bologna: 1987-1988
Padova: 1993-1994

### Allenatore

#### Competizioni giovanili
- Campionato Nazionale Under-15: 1

Padova: 2017-2018 (Serie C)
Campionato Primavera 3
promosso in Primavera 2
Padova: 2021-2022